# Spilosoma kendevani
Spilosoma kendevani är en fjärilsart som beskrevs av Leo Schwingenschuss 1937. Spilosoma kendevani ingår i släktet Spilosoma och familjen björnspinnare. Inga underarter finns listade i Catalogue of Life.